# 大连湾
38°57′N 121°44′E / 38.950°N 121.733°E
大连湾是位于大连市的一个海湾，地处大连市区东北。湾北侧是大连开发区。名称来历据传有三，一为该片海域周边海岸有众多小海湾，故称为“大连湾”，另一说法为源于满语，另一说法为系湾形如褡裢而得名。唐朝称为三山浦，得名于湾外侧的三山岛。鸦片战争后，英军频繁袭扰辽东半岛沿海，海图上即标明该片海域为DALIANWAN。洋务运动时期，清政府在此兴建炮台，大连湾一名见于李鸿章的相关奏折中，是此名首次出现在官方文书中。
大连湾岸线长72公里，东西长8海里，水域面积40平方公里。平均水深15米，最深处达35米。湾口有大山岛、二山岛和小三山岛。湾内平均流速2节。潮差3～4米，为规则半日潮汐。
大连港位于湾南岸，大连造船厂位于湾西岸，大连钢铁（大钢，已从原址搬迁至大连湾北岸）、大连石化（中石油大连分公司，现计划从原址搬迁）位于造船厂东北方向，钻石湾内。

## 大连湾街道

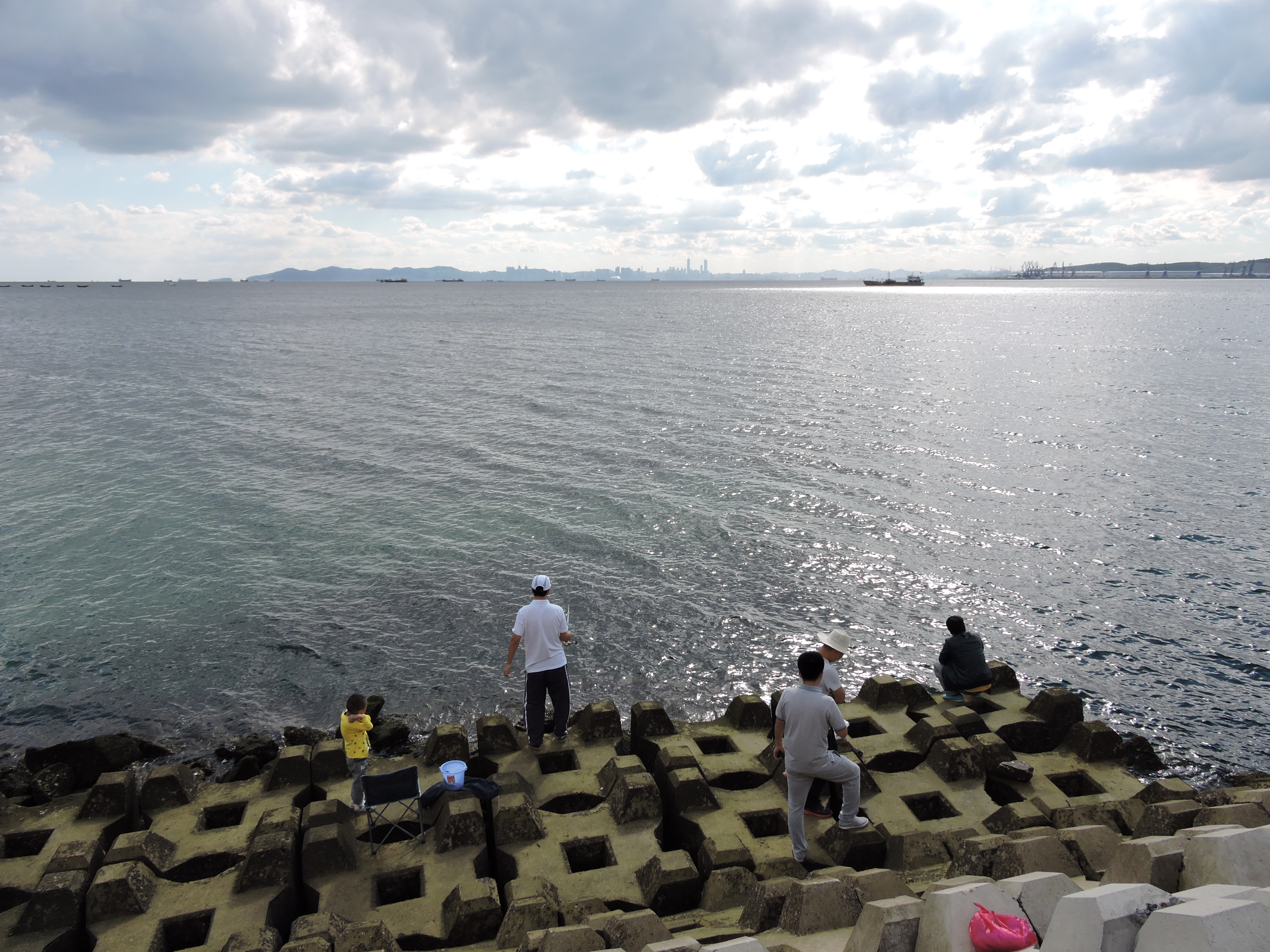
大连湾

大连湾作为行政区域名，是大连市甘井子区大连湾街道的简称，位于大连市区与开发区之间的一个半岛上。该地原名柳树屯，1895年沙俄占领辽东时曾计划在此建市建港，后因水深不足改至南岸的青泥洼，即今大连市区。现为辽宁渔业集团（辽渔）驻地，北方第一大渔港。大连港也在此设有码头。
大连湾 因湾形似钱褡子，俗称褡裢海。